# 美蓓亚三美

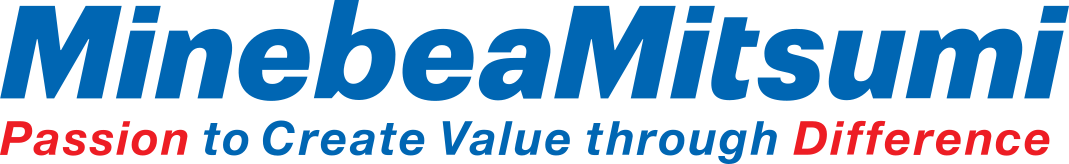
标志

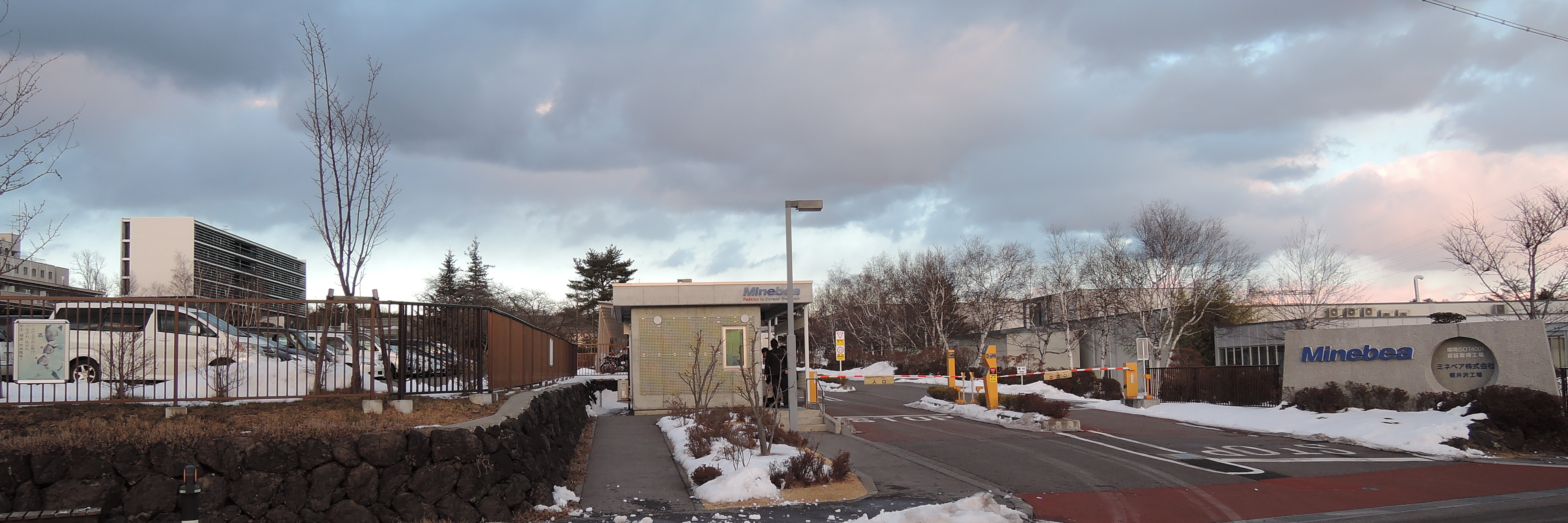
日本長野縣美蓓亞株式會社輕井澤工廠（總部）

美蓓亞三美株式会社是一間總部位於日本長野縣北佐久郡宮田町的企業。主營業務軸承等機械加工零部件事業、精密小型微電機等電子機械設備事業等。
日本戰敗後一些技術人員被遣返，於1951年由滿州飛機廠的骨幹創立，名为“日本微型轴承株式会社”，略称為NMB（Nippon Miniature Bearing）。是日本第一間微型、細口徑滾珠軸承專業生產廠家。以此為基礎逐步擴展至機械加工、電子設備加工領域。1961年10月在东京证券交易所第二部上市。1981年更名为“美蓓亚株式会社”。2017年1月，收购电子部件生产商三美株式会社，公司更名为美蓓亚三美株式会社。它是位列日經平均指數的公司之一。
美蓓亚株式会社與新中央工業株式会社合併後，還為日本警察和自衛隊開發和製造槍械，主要產品包括美蓓亞P9手槍、新南部M60轉輪手槍、美蓓亞PM-9衝鋒槍等等。

## 外部連結
- 官方网站
- 新型LED照明器具 SALIOT（サリオ） - ミネベアミツミ （页面存档备份，存于）
- 第71期 報告書（平成28年4月1日～平成29年3月31日）PDF